# 雲林縣議會
23°41′47″N 120°31′42″E / 23.6963273°N 120.5284439°E
雲林縣議會是中華民國臺灣省雲林縣的最高立法機關，位於雲林縣斗六市。目前為第20屆縣議會，自2022年12月25日就任，議長為無黨籍的黃凱、副議長為無黨籍的蔡鍀。

## 沿革
1950年行政區域重新調整，自台南縣分出獨立設雲林縣，並以斗六市為縣治所在地，轄20個鄉鎮市。1951年雲林縣議會成立。
因應政府實施地方自治，雲林縣於1951年1月28日舉行首次縣議員選舉，選出縣議員51人，於同年2月21日成立第一屆雲林縣議會。

### 所在地之變遷
過去最早的議會場所，位於斗六行啟記念館旁，使用了近50年後，在廖泉裕縣長任內通過新台幣11億元的預算，耗資8億元興建議會新建築，花費3億元修築議員休息室，使每位議員有17坪的空間能使用。2001年於現址動工興建，於張榮味縣長任內完工啟用。

## 議員
雲林縣議會議員由公民直選產生，第二十屆雲林縣議員任期由2022年到2026年。
| 選舉區   | 範圍                        | 席次 | 政黨         | 議員   | 備註                                          |
| -------- | --------------------------- | ---- | ------------ | ------ | --------------------------------------------- |
| 第一選區 | 斗六市 莿桐鄉 林內鄉        | 10   | 中國國民黨   | 王又民 |                                               |
| 第一選區 | 斗六市 莿桐鄉 林內鄉        | 10   | 中國國民黨   | 陳永修 |                                               |
| 第一選區 | 斗六市 莿桐鄉 林內鄉        | 10   | 中國國民黨   | 賴淑娞 |                                               |
| 第一選區 | 斗六市 莿桐鄉 林內鄉        | 10   | 中國國民黨   | 黃勝志 |                                               |
| 第一選區 | 斗六市 莿桐鄉 林內鄉        | 10   | 無黨籍       | 林岳璋 |                                               |
| 第一選區 | 斗六市 莿桐鄉 林內鄉        | 10   | 無黨籍       | 鍾明馨 |                                               |
| 第一選區 | 斗六市 莿桐鄉 林內鄉        | 10   | 無黨籍       | 陳芳盈 |                                               |
| 第一選區 | 斗六市 莿桐鄉 林內鄉        | 10   | 民主進步黨   | 江文登 |                                               |
| 第一選區 | 斗六市 莿桐鄉 林內鄉        | 10   | 民主進步黨   | 張維崢 |                                               |
| 第一選區 | 斗六市 莿桐鄉 林內鄉        | 10   | 無黨籍       | 曾博鴻 | 就職前退出 民主進步黨，2023年1月3日被開除黨籍 |
| 第二選區 | 斗南鎮 古坑鄉 大埤鄉        | 6    | 民主進步黨   | 張庭綺 |                                               |
| 第二選區 | 斗南鎮 古坑鄉 大埤鄉        | 6    | 無黨籍       | 蔡東富 |                                               |
| 第二選區 | 斗南鎮 古坑鄉 大埤鄉        | 6    | 中國國民黨   | 王秋足 |                                               |
| 第二選區 | 斗南鎮 古坑鄉 大埤鄉        | 6    | 無黨籍       | 賴明源 |                                               |
| 第二選區 | 斗南鎮 古坑鄉 大埤鄉        | 6    | 無黨籍       | 簡慈坊 |                                               |
| 第二選區 | 斗南鎮 古坑鄉 大埤鄉        | 6    | 無黨籍       | 顏忠義 |                                               |
| 第三選區 | 虎尾鎮 土庫鎮 褒忠鄉 元長鄉 | 9    | 中國國民黨   | 沈宗隆 |                                               |
| 第三選區 | 虎尾鎮 土庫鎮 褒忠鄉 元長鄉 | 9    | 臺灣民眾黨   | 陳乙辰 |                                               |
| 第三選區 | 虎尾鎮 土庫鎮 褒忠鄉 元長鄉 | 9    | 無黨籍       | 黃凱   | 議長                                          |
| 第三選區 | 虎尾鎮 土庫鎮 褒忠鄉 元長鄉 | 9    | 民主進步黨   | 林文彬 |                                               |
| 第三選區 | 虎尾鎮 土庫鎮 褒忠鄉 元長鄉 | 9    | 無黨籍       | 陳俊龍 |                                               |
| 第三選區 | 虎尾鎮 土庫鎮 褒忠鄉 元長鄉 | 9    | 台灣團結聯盟 | 王鈺齊 |                                               |
| 第三選區 | 虎尾鎮 土庫鎮 褒忠鄉 元長鄉 | 9    | 無黨籍       | 蔡明水 |                                               |
| 第三選區 | 虎尾鎮 土庫鎮 褒忠鄉 元長鄉 | 9    | 無黨籍       | 黃美瑤 |                                               |
| 第三選區 | 虎尾鎮 土庫鎮 褒忠鄉 元長鄉 | 9    | 無黨籍       | 張維心 |                                               |
| 第四選區 | 西螺鎮 二崙鄉 崙背鄉        | 6    | 中國國民黨   | 李明哲 |                                               |
| 第四選區 | 西螺鎮 二崙鄉 崙背鄉        | 6    | 中國國民黨   | 廖偉晴 |                                               |
| 第四選區 | 西螺鎮 二崙鄉 崙背鄉        | 6    | 民主進步黨   | 鄭玲惠 |                                               |
| 第四選區 | 西螺鎮 二崙鄉 崙背鄉        | 6    | 民主進步黨   | 洪如萍 |                                               |
| 第四選區 | 西螺鎮 二崙鄉 崙背鄉        | 6    | 無黨籍       | 游淑雲 |                                               |
| 第四選區 | 西螺鎮 二崙鄉 崙背鄉        | 6    | 無黨籍       | 楊國寬 |                                               |
| 第五選區 | 麥寮鄉 東勢鄉 臺西鄉 四湖鄉 | 7    | 無黨籍       | 吳蕙蘭 |                                               |
| 第五選區 | 麥寮鄉 東勢鄉 臺西鄉 四湖鄉 | 7    | 無黨籍       | 蘇俊豪 |                                               |
| 第五選區 | 麥寮鄉 東勢鄉 臺西鄉 四湖鄉 | 7    | 中國國民黨   | 林深   |                                               |
| 第五選區 | 麥寮鄉 東勢鄉 臺西鄉 四湖鄉 | 7    | 民主進步黨   | 蔡永富 |                                               |
| 第五選區 | 麥寮鄉 東勢鄉 臺西鄉 四湖鄉 | 7    | 民主進步黨   | 顏嘉葦 |                                               |
| 第五選區 | 麥寮鄉 東勢鄉 臺西鄉 四湖鄉 | 7    | 無黨籍       | 許留賓 |                                               |
| 第五選區 | 麥寮鄉 東勢鄉 臺西鄉 四湖鄉 | 7    | 無黨籍       | 蘇國瓏 |                                               |
| 第六選區 | 北港鎮 口湖鄉 水林鄉        | 5    | 民主進步黨   | 蔡孟真 |                                               |
| 第六選區 | 北港鎮 口湖鄉 水林鄉        | 5    | 民主進步黨   | 蔡岳儒 |                                               |
| 第六選區 | 北港鎮 口湖鄉 水林鄉        | 5    | 無黨籍       | 黃文祥 |                                               |
| 第六選區 | 北港鎮 口湖鄉 水林鄉        | 5    | 無黨籍       | 蕭慧敏 | 因賄選而解職                                  |
| 第六選區 | 北港鎮 口湖鄉 水林鄉        | 5    | 無黨籍       | 蔡鍀   | 副議長                                        |
| 第六選區 | 北港鎮 口湖鄉 水林鄉        | 5    | 無黨籍       | 林哲凌 | 因蕭慧敏解職而遞補當選                        |

## 政黨席次
| 政黨         | 當選席次 | 備註 |
| ------------ | -------- | ---- |
| 中國國民黨   | 9席      |      |
| 民主進步黨   | 10席     |      |
| 臺灣民眾黨   | 1席      |      |
| 台灣團結聯盟 | 1席      |      |
| 無黨籍       | 22席     |      |

## 歷任正副議長
| 屆別 | 任期起訖                       | 議長   | 議長       | 副議長 | 副議長                  | 備註                                                     |
| 屆別 | 任期起訖                       | 姓名   | 黨籍       | 姓名   | 黨籍                    | 備註                                                     |
| ---- | ------------------------------ | ------ | ---------- | ------ | ----------------------- | -------------------------------------------------------- |
| 一   | 1951年2月24日－1953年2月21日   | 王吟貴 | 無黨籍     | 趙文王 | 中國國民黨              | 王吟貴當時被認為是黨外人士，且為議會開議第一位無黨籍議長 |
| 二   | 1953年2月21日－1955年2月21日   | 駱萬得 | 中國國民黨 | 張春盛 | 中國國民黨              |                                                          |
| 三   | 1955年2月21日－1958年2月21日   | 張春盛 | 中國國民黨 | 蕭茂霖 | 中國國民黨              |                                                          |
| 四   | 1958年2月21日－1961年2月21日   | 吳興旺 | 中國國民黨 | 謝芳慶 | 中國國民黨              |                                                          |
| 五   | 1961年2月21日－1964年2月21日   | 蕭茂霖 | 中國國民黨 | 許水淺 | 中國國民黨              |                                                          |
| 六   | 1964年2月21日－1968年2月21日   | 周鴻玉 | 中國國民黨 | 許秋後 | 中國國民黨              |                                                          |
| 七   | 1968年2月21日－1973年5月1日    | 林恆生 | 中國國民黨 | 李啓明 | 中國國民黨              | 林恆生為雲林政壇跨足府會龍頭第一人                       |
| 八   | 1973年5月1日－1977年12月30日   | 林日盛 | 中國國民黨 | 蕭瑞徵 | 中國國民黨              |                                                          |
| 九   | 1977年12月30日－1982年3月1日   | 黃茂春 | 中國國民黨 | 蕭瑞徵 | 中國國民黨              |                                                          |
| 十   | 1982年3月1日－1986年3月1日     | 歐明憲 | 中國國民黨 | 陳清秀 | 中國國民黨              |                                                          |
| 十一 | 1986年3月1日－1990年3月1日     | 歐明憲 | 中國國民黨 | 陳清秀 | 中國國民黨              |                                                          |
| 十二 | 1990年3月1日－1994年3月1日     | 張榮味 | 中國國民黨 | 陳國益 | 中國國民黨              | 張榮味為繼林恆生後第二位跨足府會龍頭之人                 |
| 十三 | 1994年3月1日－1998年3月1日     | 張榮味 | 中國國民黨 | 陳國益 | 中國國民黨              |                                                          |
| 十四 | 1998年3月1日－2002年3月1日     | 陳清秀 | 中國國民黨 | 林源泉 | 中國國民黨              |                                                          |
| 十五 | 2002年3月1日－2006年3月1日     | 陳清秀 | 中國國民黨 | 蘇金煌 | 中國國民黨              |                                                          |
| 十六 | 2006年3月1日－2010年3月1日     | 蘇金煌 | 中國國民黨 | 沈宗隆 | 中國國民黨              | 蘇金煌之子為前任副議長蘇俊豪                             |
| 十七 | 2010年3月1日－2014年12月25日   | 蘇金煌 | 中國國民黨 | 林逢錦 | 中國國民黨              |                                                          |
| 十八 | 2014年12月25日－2018年12月25日 | 沈宗隆 | 中國國民黨 | 蘇俊豪 | 中國國民黨 → 民主進步黨 | 蘇俊豪原為國民黨籍，2015年退出後受蘇治芬邀請加入民進黨   |
| 十九 | 2018年12月25日－2022年12月25日 | 沈宗隆 | 中國國民黨 | 蘇俊豪 | 民主進步黨 → 無黨籍     | 蘇俊豪原為民進黨籍，於2019年10月22日退黨                 |
| 二十 | 2022年12月25日－2023年10月13日 | 沈宗隆 | 中國國民黨 | 蔡鍀   | 無黨籍                  | 沈宗隆請辭                                               |
| 二十 | 2023年10月13日－2023年10月30日 | 蔡鍀   | 無黨籍     | 蔡鍀   | 無黨籍                  | 副議長代理                                               |
| 二十 | 2023年10月30日－現任           | 黃凱   | 無黨籍     | 蔡鍀   | 無黨籍                  | 補選上任                                                 |

## 相關事件
- 2017年，第18屆副議長蘇俊豪以八項理由（與反同性婚姻理由一致）認定《大法官釋字第748號》違憲為由，提案彈劾當時投下同意的14名司法院大法官，6月23日雲林縣議會表決通過此案，由縣議會法制室函文監察院對14名大法官進行調查，予以彈劾。[3][4]成為全國第一個反對同性婚姻法制化的官方立法機構。
- 2024年，第20屆議長黃凱涉嫌收受地方光電業者賄賂，檢方查扣現金232萬元及多樣奢侈品，並將黃凱收押禁見。[5]

## 交通資訊

### 自行開車
高速公路國道一號(中山高)
- 北上

國道一號(240.6 km)→下斗南交流道左轉→台一線→雲林路左轉→至斗六右轉大學路三段→本議會(大學路三段222號)
- 南下

國道一號(230.5 km)→下西螺交流道→台一線→莿桐鄉→省道1乙→西平路→中山路→右轉大學路三段→本議會(大學路三段222號)
國道三號(中二高)
國道三號(269.2 km)→台78線快速公路→斗六(台三線)→本議會(大學路三段222號)

## 外部連結
- 雲林縣議會 （页面存档备份，存于） （中文）